# Loutre à joues blanches
Aonyx capensis
Espèce
Statut de conservation UICN

 NT  : Quasi menacé
Statut CITES
La loutre à joues blanches (Aonyx capensis) est une espèce de loutres de la famille des Mustelidés. Cette loutre n'est présente, à l'état sauvage, que sur le continent africain.

## Dénominations
- Nom scientifique : Aonyx capensis
- Noms vulgaires (vulgarisation scientifique) : loutre à joues blanches[2], Loutre du Cap[2], Loutre à joues blanches du Cap ou du Cameroun ou du Congo (selon les sous-espèces)[3].

## Morphologie
La couleur de cette loutre est variable, en général brun sombre, mais plus clair sur le ventre que sur le dos; le ventre est parfois de couleur crème. Le museau, le cou, la gorge et la poitrine sont blancs. Les jeunes ont le ventre entièrement blanc.
La fourrure est douce et veloutée. Les poils de couverture ont entre 9 et 10 mm de long, et le sous-poil de 5 à 6 mm,.
La longueur du corps varie de 70 à 100 cm, et celle de la queue varie de 40 à 70 cm. Le poids moyen de l'animal est de 12 à 21 kg,,. Les oreilles, petites et rondes, font 3 cm en moyenne.
Contrairement à la plupart des autres loutres, Aonyx capensis possède peu de palmure aux doigts des pattes arrière, et pas du tout aux pattes avant. Les doigts sont de plus dépourvus de griffes sur les pattes avant, mais il peut parfois il y avoir sur le 3e et le 4e orteil des pattes arrière de petites formations ressemblant à des ongles humains,. Les pattes avant sont très sensibles et les doigts sont particulièrement mobiles,.

## Comportement

### Locomotion
Aonyx capensis est le plus souvent nocturne, mais peut avoir une activité diurne dans les zones éloignées de toute perturbation humaine ; même dans ce cas, elle est rarement observable pendant les heures les plus chaudes. Elle passe la majorité de sa période active dans l'eau. Elle nage à la surface et plonge pour attraper de la nourriture.

### Alimentation
Le régime alimentaire de cette loutre comprend surtout des crabes, mais aussi des grenouilles, du poisson, des vers et des mollusques, voire des poulpes quand elle pêche en eau saumâtre.
Elle utilise ses pattes avant, sensibles et agiles, pour localiser ses proies dans la boue. En eau peu profonde, elle nage la tête sous l'eau, retournant les pierres du fond pour débusquer ses proies. Quand l'eau est plus profonde, elle est capable de plonger à la verticale pour capturer sa nourriture. Quand elle refait surface, elle tient généralement sa proie entre les pattes avant, ou entre une patte et sa poitrine, et regagne la rive pour se nourrir,. On a observé des loutres à joues blanches qui utilisaient des objets durs pour ouvrir des moules,.

### Comportement social et vocalisations
Cette loutre est généralement solitaire et vit dans un territoire d'environ 6 km de diamètre. Les territoires des mâles adultes peuvent parfois se chevaucher, et on a observé des mâles apparentés qui se nourrissaient ensemble. Le mâle maintient parfois des relations occasionnelles avec une femelle et ses petits,. Les loutres à joues blanches sont joueuses et aiment manipuler par jeu des petites pierres ou des bâtons.
Quand cette loutre est dérangée, elle émet un cri puissant et haut perché pour donner l'alerte. Elle est de manière générale très bruyante.

### Reproduction
Les femelles portent généralement 2 ou 3 petits. La gestation chez cette espèce est de 63 jours. Les jeunes sont sevrés à sept ou huit semaines, mais ils restent avec leur mère pendant un an,. Cette loutre atteint la maturité sexuelle à 1 an ; elle vit au moins jusqu'à 14 ans.

## Répartition et habitat

### Répartition

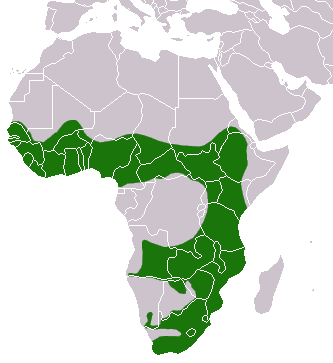
Aire de répartition dAonyx capensis sans l'aire de répartition de la sous-espèce Aonyx capensis congicus.

Cette espèce ne vit qu'en Afrique, où son aire de répartition s'étend d'ouest en est du Sénégal à l'Éthiopie, et jusqu'en Afrique du Sud. Elle est moins (sinon pas) présente dans le bassin du Congo / Gabon où on retrouve plutôt une espèce du même genre : A. congica. Celle-ci s'en distingue notamment par une zone sombre entre l'œil et la narine qui est relativement bien isolée.

### Habitat
Par rapport aux autres loutres, l'habitat de la loutre à joues blanches est très variable. Elle a été observée aussi bien dans la forêt tropicale dense que dans les plaines côtiéres dégagées et même dans les régions semi-arides. Elle passe une grande partie de sa journée dans l'eau, particulièrement dans les eaux calmes des mares, marais et cours d'eau lents ; elle a même été observée en eau saumâtre. En Guinée-Bissau, elle est considérée comme marine et vit dans les bras de mer du continent comme de l'archipel des Bijagos.
Elle peut nicher sous des rochers, des bois flottants, des broussailles ou dans un terrier (creusé généralement par un autre animal) dans la berge.

## Classification et systématique
L'espèce a été décrite pour la première fois en 1821 par Heinrich Rudolph Schinz.
L'espèce Aonyx congicus est désormais plutôt considérée comme étant conspécifique de celle-ci.

### Liste des sous-espèces
Selon Mammal Species of the World (version 3, 2005)  (22 mai 2013) et Catalogue of Life (22 mai 2013) :
- sous-espèce Aonyx capensis capensis (Schinz, 1821) - Loutre à joues blanches du Cap
- sous-espèce Aonyx capensis congica (Lönnberg, 1910) (ou A. c. congicus selon Catalogue of Life[15]) - Loutre à joues blanches du Congo[3]
- sous-espèce Aonyx capensis hindei (Thomas, 1905)
- sous-espèce Aonyx capensis meneleki (Thomas, 1903)
- sous-espèce Aonyx capensis microdon Pohle, 1920 - Loutre à joues blanches du Cameroun[3]
- sous-espèce Aonyx capensis philippsi Hinton, 1921

## La loutre à joues blanches et l'Homme

### Statut et préservation
La loutre à joues blanches est principalement menacée par le développement de l'habitat humain. Elle est également parfois chassée ou prise au piège et tuée par les pêcheurs locaux à cause des prélèvements qu'elle effectue sur les populations de poissons (elle n'hésite pas, par exemple, à piller un réservoir à poissons).
L'UICN a classé cette espèce en catégorie NT (abréviation de l'anglais near threatened, soit quasi-menacé) depuis 2000 du fait de la relative stabilité de sa population et de l'étendue de son aire de répartition
Malgré cela, sa chasse et son exportation sont réglementés par le CITES (qui place cette espèce en annexe II), et cette loutre bénéficie de protections gouvernementales partielles, sauf au Ghana.

### Dans l'art

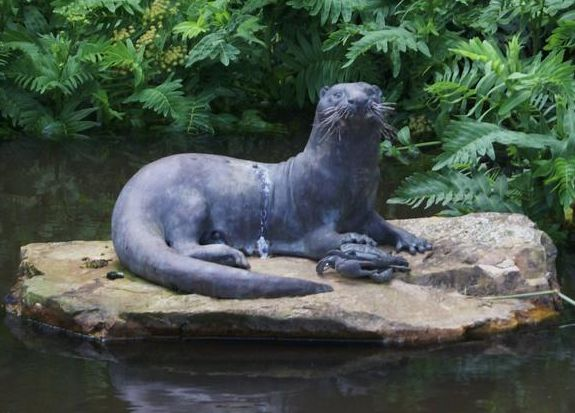
Statue dAonyx capensis dans un jardin au Cap

#### Bases de référence
- (en) Animal Diversity Web : Aonyx capensis (consulté le 22 mai 2013)
- (en) Catalogue of Life : Aonyx capensis (Schinz, 1821) (consulté le 16 décembre 2020)
- (en) CITES : Aonyx capensis (Schinz, 1821)  (+ répartition sur Species+) (consulté le 11 mai 2015)
- (fr) CITES : taxon  Aonyx capensis (sur le site du ministère français de l'Écologie) (consulté le 11 mai 2015)
- (fr + en) ITIS : Aonyx capensis  (Schinz, 1821) (consulté le 22 mai 2013)
- (en) Mammal Species of the World (3e  éd., 2005) :  Aonyx capensis   Schinz, 1821 (consulté le 22 mai 2013)
- (en) NCBI : Aonyx capensis (taxons inclus) (consulté le 22 mai 2013)
- (fr) SeaLifeBase : espèce Aonyx capensis  (Schinz, 1821) (+ noms communs) (consulté le 22 mai 2013)
- (en) Paleobiology Database : Aonyx capensis  Schinz 1821 (consulté le 22 mai 2013)
- (en) UICN : espèce Aonyx capensis (Schinz, 1821) (consulté le 11 mai 2015)
- (en) WoRMS : espèce Aonyx capensis (Schinz, 1821) (consulté le 22 mai 2013)

#### Autres liens externes
- PDF de l'American Society of Mammalogists, Serge Larivière (2005), Aonyx capensis
- The International Otter Survival Fund
- Otternet
- Otter specialist group
- Itech:Aonyx capensis
- A. capensis sur AnAge